# Prettin
Prettin è una frazione della città tedesca di Annaburg. Già comune autonomo, fu incorporato in quello di Annaburg nel 2011.